# Walter Forster
Pour les articles homonymes, voir Forster.
Walter Forster (12 juillet 1910 – 25 décembre 1986)  est un entomologiste et zoologiste allemand.
Il a travaillé à la Collection d'entomologie de la Bavière (Zoologische Staatssammlung München) et a dirigé deux expéditions scientifiques en Amérique du Sud.
Son nom a été attribué à une espèce de saurien, Liolaemus forsteri.